# Guerre sainte

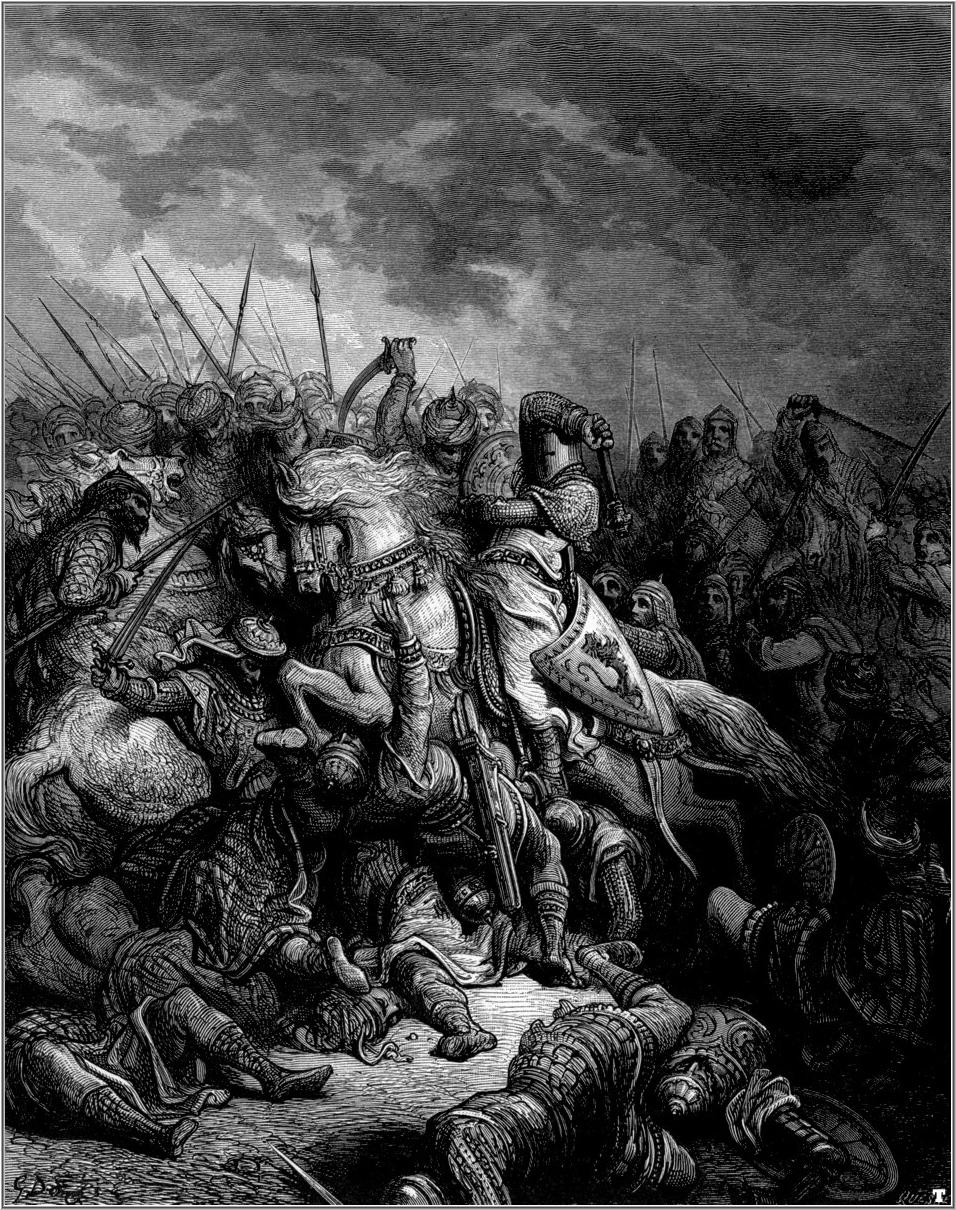
Croisade chrétienne contre djihad musulman : Richard Cœur de Lion affrontant Saladin à la bataille d'Arsouf (1191), gravure de Gustave Doré, 1877.

Une guerre sainte est une guerre lancée au nom d'un dieu ou approuvée par une autorité religieuse. Une guerre sainte est généralement comprise comme offensive, quand il s'agit de convertir, chasser ou anéantir des ennemis religieux. Dans un contexte défensif, un conflit peut aussi se transformer en guerre sainte, notamment quand une autorité religieuse s'implique dans un affrontement qu'elle n'a pas directement provoqué.

## Christianisme occidental
De nombreux textes non chrétiens assimilent le christianisme et la notion de « guerre sainte », par de fréquentes interprétations erronées d'un texte d'Augustin d'Hippone, dans son traité La Cité de Dieu écrit entre 413 et 426. Il y expose une théorie chrétienne de la guerre inspirée du De officiis de Cicéron. Ce dernier présentait comme une « guerre juste » le combat de la civilisation romaine contre les Barbares, uniquement lorsqu'ils s'agissait de légitime défense, avec des moyens mesurés, et si toute autre solution que la guerre s'était déjà révélée inefficace. La « guerre juste » ne peut donc pas être interprétée comme une « guerre sainte », même dans le contexte de la lutte de l'Empire romain christianisé contre des Barbares païens ou hérétiques, qui à cette époque persécutaient les chrétiens.
Les chrétiens occidentaux organisèrent des croisades au Moyen Âge pour rétablir l'accès des chrétiens à la Terre sainte et aux Lieux saints de Jérusalem, à l'endroits où les chrétiens étaient persécutés par les seldjoukides. L'expression « Guerre sainte » apparaît néanmoins dans l'Estoire de la guerre sainte, long poème narratif en anglo-normand écrit au début du XIIIe siècle et relatant l'expédition de Richard Cœur de Lion dans la troisième croisade.
Ce terme a également été appliqué aux guerres qui ont opposé les catholiques aux protestants durant le XVIe siècle, aux campagnes de Cromwell contre les catholiques d'Irlande et les presbytériens d'Écosse, mais aussi aux guerres qui opposent les partisans de l'Église à un parti antireligieux ou anticlérical, comme la révolte des Cristeros au Mexique (1926-1929).
Néanmoins, il s'agit d'un terme utilisé lors d'événements politiques, portés par des intérêts séculiers plutôt que spirituels. Ce terme ne peut donc être utilisé officiellement pour citer l'Église catholique ou le christianisme au sens général.

## Islam

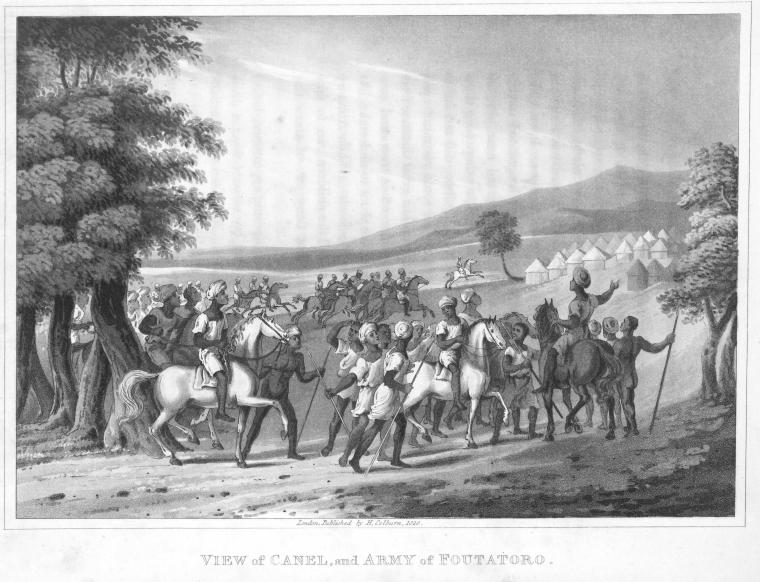
Djihad des Toucouleurs musulmans dans le royaume du Fouta-Toro, gravure française de 1818.

Le terme de « guerre sainte » est souvent employé par les auteurs occidentaux pour traduire le concept musulman de djihad qui peut désigner une guerre conduite pour la défense ou la propagation de l'islam, ainsi les guerres de la Tijaniyya, confrérie musulmane ouest-africaine conduite par El Hajj Oumar Tall au XIXe siècle.
Le 14 novembre 1914, dans le contexte de la Première Guerre mondiale, Mehmed V, sultan ottoman, appelle à mener la guerre sainte contre la Triple-Entente, avec l'aval de l'Allemagne où Max von Oppenheim, conseiller de Guillaume II théorise dès 1898 « l’insurrection islamiste » ; si cet appel est alors pris au sérieux par les belligérants qui le censurent, il est en fait très peu suivi. Pour Jean-Yves Le Naour, il s'agit du premier appel à un djihad global : « 1914 est le début de la djihadisation de l’Islam. Après ce djihad “made in Germany” en 14, on connaîtra le djihad “made in Moscou”, en 1918. L’Islam comme arme de soulèvement des indépendances face aux impérialismes ».

## Extrême-Orient
Au XXe siècle, l'invasion de la Chine fut officiellement qualifiée de « guerre sainte » (seisen) par le gouvernement de Fumimaro Konoe. La propagande nippone puisa alors abondamment dans la tradition shinto et notamment le concept du hakkō ichi'u (huit coins du monde sous un seul toit), revitalisé par le kokka shinto (Shinto d'État), pour assurer la mobilisation du peuple autour de l'empereur Shōwa et sa « mission divine ». Deux des principaux outils de propagande du régime shōwa furent le Mouvement National de Mobilisation Spirituelle et la Ligue des Parlementaires adhérant aux Objectifs de la Guerre Sainte.
L'historien des religions Odon Vallet écrivait en 2002 : « Si les pays bouddhistes n'ont pas été épargnés par les conflits sanglants, et si leurs théologiens ont souvent justifié le nationalisme, le bouddhisme n'a pas institué de guerre sainte ».